# Premka
Premka (macedónul: Премка, albánul Premka) település Észak-Macedóniában, a Délnyugati körzet Kicsevói járásában, 2013-ig az Oszlomeji járás része volt, ami teljes egészében beolvadt a Kicsevói járásba.

## Népesség
| Lakosok száma | 323  | 342  | 266  | 205  | 179  | 44   | 132  | 134  | 77   |
|               | 1948 | 1953 | 1961 | 1971 | 1981 | 1991 | 1994 | 2002 | 2021 |

2002-ben 134 lakosa volt, akik közül 108 albán, 25 macedón és 1 egyéb.